# Річард Вуллі
Рі́чард Ву́ллі (англ. Richard van der Riet Woolley; 24 квітня 1906 — 24 грудня 1986) — англійський астроном, член Лондонського королівського товариства (1953).
Народився в Веймуті, Дорсет. 1924 року закінчив Кейптаунський університет (Південна Африка), продовжував освіту в Кембриджському університеті. У 1933–1937 працював головним асистентом в Гринвіцькій обсерваторії, у 1937–1939 — співробітник обсерваторії Кембриджського університету, у 1939–1955 — директор обсерваторії Маунт-Стромло (Австралія). У 1956–1971 — директор Грінвицької обсерваторії — королівський астроном; завершив переведення обсерваторії в Герстмонсо. У 1972–1976 — директор Південно-Африканської обсерваторії.
Головні наукові роботи стосуються спостережної й теоретичної астрофізики. У 1930-ті роки здійснював позиційні спостереження на меридіанному колі, спектральні спостереження Сонця зі спектрогеліоскопом, вимірював подвійні зорі. В обсерваторії Маунт-Стромло здебільшого досліджував сонячну фізику — проблеми фотосферної конвекції, утворення емісійних спектрів хромосфери й корони. Згодом взявся за питаннями зоряної динаміки, зокрема, вивчав будову й рівновагу кулястих скупчень, еволюцію галактичних орбіт, визначав променеві швидкості зір.
Автор монографії «Зовнішні шари зірок» (1953, спільно з Д. Стіббсом), присвяченої проблемам теорії зоряних атмосфер.
Віце-президент Міжнародного астрономічного союзу (1952–1958).
Лауреат золотої медалі Лондонського королівського астрономічного товариства (1971).